# Định vị (doanh nghiệp)
Định vị của doanh nghiệp là việc thiết kế sản phẩm và hình ảnh của doanh nghiệp với mục đích để thị trường mục tiêu hiểu được và đánh giá cao những gì mà doanh nghiệp đại diện so với các đối thủ cạnh tranh.

## Cơ sở
Việc định vị của doanh nghiệp phải dựa trên những hiểu biết rõ thị trường mục tiêu định nghĩa giá trị như thế nào và lựa chọn những người bán

## Các bước thực hiện định vị
- Bước 1: Sử dụng các công cụ tạo đặc điểm khác biệt, gồm:

1. Tạo đặc điểm khác biệt cho sản phẩm: tính chất, chất lượng, độ bền, độ tin cậy, khả năng sửa chữa, kiểu dáng, kết cấu
2. Tạo đặc điểm khác biệt cho dịch vụ: giao hàng, lắp đặt, hướng dẫn khách hàng, tư vấn, sửa chữa, bảo hàng
3. Tạo đặc điểm khác biệt về nhân sự: năng lực, tín nhiệm, tin cậy, nhã nhặn, nhiệt tình, giao tiếp
4. Tạo đặc điểm khác biệt về hình ảnh: đặc điểm nhận dạng, biểu tượng, chữ viết, bầu không khí, sự kiện

- Bước 2: Xây dựng chiến lược định vị, gồm các chiến lược:

1. .Định vị thuộc tính
2. .Định vị lợi ích
3. .Định vị công dụng
4. .Định vị người sử dụng
5. .Định vị đối thủ cạnh tranh
6. .Định vị loại sản phẩm
7. .Định vị chất lượng/giá cả

- Bước 3: Truyền bá vị trí doanh nghiệp

Doanh nghiệp sau khi chọn được chiến lược định vị cho mình, sẽ thực hiện các bước tiếp theo mà cụ thể là hoạch định những chiến lược Marketing cạnh tranh của mình, quảng bá về chiến lược định vị của mình một cách có hiệu quả